# Syncopacma karvoneni
Syncopacma karvoneni is een vlinder uit de familie tastermotten (Gelechiidae). De wetenschappelijke naam is voor het eerst geldig gepubliceerd in 1950 door Hackman.
De soort komt voor in Europa.